# Oscar (datorspel)
Oscar är ett plattformsspel utvecklat av Flair Software, som 1993 även utgav spelet. Spelet släpptes till Amiga 500, Amiga 1200, Amiga CD32, MS-DOS och SNES.
Amiga CD32-versionen såldes tillsammans med konsolen, och på samma skiva låg även pusselspelet Diggers.

## Handling
Oscar skall springa och hoppa genom sju olika banor, i Hollywood-stil (science fiction, Western, skräck, tecknat, dinosaurie, deckare och lekprogram) och hitta Oscarsstatyetter. Man besegrar sina fiender genom att hoppa på dem. Vissa av fienderna lämnar power ups efter sig. Man kan också hitta en jojo, som kan användas för att krossa väggar, samt vid klättring. Bland vännerna finns den vita kaninen, som ger spelaren ett extra continue, samt en röd elefant, som låter spelaren spara sitt spel.